# Hardesse
Gut Hardesse ist ein Ortsteil der Gemeinde Meinersen (Samtgemeinde Meinersen) im niedersächsischen Landkreis Gifhorn. Bis 1974 war es Bestandteil der Gemeinde Höfen.

## Geografie und Verkehrsanbindung
Hardesse liegt westlich des Kernortes Meinersen.
Durch den Ort führt die B 188 und westlich verläuft die B 214.